# Cuzy
Cuzy est une commune française située dans le département de Saône-et-Loire, en région Bourgogne-Franche-Comté.

## Géographie

### Climat
Pour des articles plus généraux, voir Climat de la Bourgogne-Franche-Comté et Climat de Saône-et-Loire.
En 2010, le climat de la commune est de type climat océanique dégradé des plaines du Centre et du Nord, selon une étude du Centre national de la recherche scientifique s'appuyant sur une série de données couvrant la période 1971-2000. En 2020, Météo-France publie une typologie des climats de la France métropolitaine dans laquelle la commune est exposée à un climat océanique altéré et est dans la région climatique Centre et contreforts nord du Massif Central, caractérisée par un air sec en été et un bon ensoleillement.
Pour la période 1971-2000, la température annuelle moyenne est de 10,5 °C, avec une amplitude thermique annuelle de 16,5 °C. Le cumul annuel moyen de précipitations est de 929 mm, avec 12,9 jours de précipitations en janvier et 7,8 jours en juillet. Pour la période 1991-2020, la température moyenne annuelle observée sur la station météorologique de Météo-France la plus proche, « Avrée », sur la commune d'Avrée à 14 km à vol d'oiseau, est de 11,7 °C et le cumul annuel moyen de précipitations est de 884,8 mm. 
La température maximale relevée sur cette station est de 40,5 °C, atteinte le 24 juillet 2019 ; la température minimale est de −13,9 °C, atteinte le 7 février 2012,,.
Les paramètres climatiques de la commune ont été estimés pour le milieu du siècle (2041-2070) selon différents scénarios d'émission de gaz à effet de serre à partir des nouvelles projections climatiques de référence DRIAS-2020. Ils sont consultables sur un site dédié publié par Météo-France en novembre 2022.

## Urbanisme

### Typologie
Au 1er janvier 2024, Cuzy est catégorisée commune rurale à habitat très dispersé, selon la nouvelle grille communale de densité à sept niveaux définie par l'Insee en 2022.
Elle est située hors unité urbaine et hors attraction des villes,.

### Occupation des sols
L'occupation des sols de la commune, telle qu'elle ressort de la base de données européenne d’occupation biophysique des sols Corine Land Cover (CLC), est marquée par l'importance des territoires agricoles (90,4 % en 2018), une proportion identique à celle de 1990 (90,4 %). La répartition détaillée en 2018 est la suivante : prairies (72,3 %), zones agricoles hétérogènes (17,8 %), forêts (9,6 %), terres arables (0,3 %). L'évolution de l’occupation des sols de la commune et de ses infrastructures peut être observée sur les différentes représentations cartographiques du territoire : la carte de Cassini (XVIIIe siècle), la carte d'état-major (1820-1866) et les cartes ou photos aériennes de l'IGN pour la période actuelle (1950 à aujourd'hui).

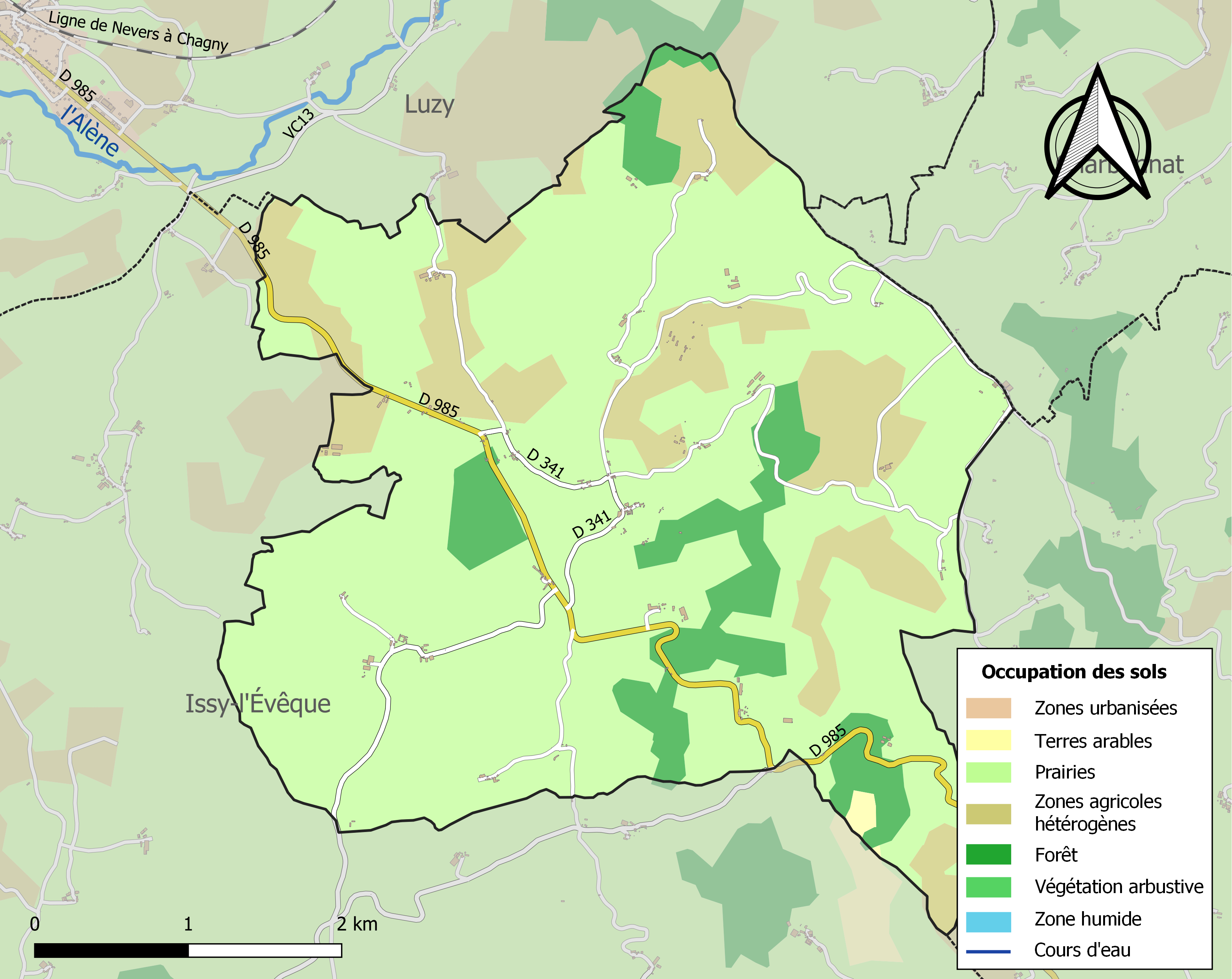
Carte des infrastructures et de l'occupation des sols de la commune en 2018 (CLC).

## Politique et administration
| Période                                  | Période      | Identité           | Étiquette | Qualité |
| ---------------------------------------- | ------------ | ------------------ | --------- | --- |
| avant 1988                               | ?            | Robert Larue       |           | |
| mars 2001                                | juillet 2007 | Jean-Luc Perraudin | UMP       | Conseiller général du canton d'Issy-l'Évêque (2004-2007) décédé en fonctions                                               |
| septembre 2007                           | en cours     | Édith Perraudin    | UMP-LR    | Conseillère générale du canton d'Issy-l'Évêque (2007-2015) puis conseillère départementale du canton de Digoin depuis 2015 |
| Les données manquantes sont à compléter. |              |                    |           | |

## Démographie
L'évolution du nombre d'habitants est connue à travers les recensements de la population effectués dans la commune depuis 1793. Pour les communes de moins de 10 000 habitants, une enquête de recensement portant sur toute la population est réalisée tous les cinq ans, les populations de référence des années intermédiaires étant quant à elles estimées par interpolation ou extrapolation. Pour la commune, le premier recensement exhaustif entrant dans le cadre du nouveau dispositif a été réalisé en 2005.

En 2022, la commune comptait 111 habitants, en évolution de −7,5 % par rapport à 2016 (Saône-et-Loire : −1,06 %, France hors Mayotte : +2,11 %).
| 1793 | 1800 | 1806 | 1821 | 1831 | 1836 | 1841 | 1846 | 1851 |
| ---- | ---- | ---- | ---- | ---- | ---- | ---- | ---- | ---- |
| 363  | 285  | 284  | 366  | 374  | 378  | 407  | 417  | 430  |

| 1856 | 1861 | 1866 | 1872 | 1876 | 1881 | 1886 | 1891 | 1896 |
| ---- | ---- | ---- | ---- | ---- | ---- | ---- | ---- | ---- |
| 395  | 402  | 419  | 446  | 447  | 464  | 535  | 507  | 527  |

| 1901 | 1906 | 1911 | 1921 | 1926 | 1931 | 1936 | 1946 | 1954 |
| ---- | ---- | ---- | ---- | ---- | ---- | ---- | ---- | ---- |
| 525  | 520  | 502  | 412  | 402  | 376  | 362  | 334  | 290  |

| 1962 | 1968 | 1975 | 1982 | 1990 | 1999 | 2005 | 2006 | 2010 |
| ---- | ---- | ---- | ---- | ---- | ---- | ---- | ---- | ---- |
| 269  | 240  | 211  | 194  | 156  | 128  | 138  | 138  | 141  |

| 2015 | 2020 | 2022 | - | - | - | - | - | - |
| ---- | ---- | ---- | - | - | - | - | - | - |
| 121  | 109  | 111  | - | - | - | - | - | - |

## Culture locale et patrimoine

### Lieux et monuments
Sont à voir sur le territoire de la commune de Cuzy : 
- l'église, sous le vocable de saint Barthélemy ;
- le plus gros châtaignier de Bourgogne – et le 4e de France – avec un tronc de 11 mètres de tour[19].

### Personnalités liées à la commune
Parmi les personnalités attachées à l'histoire de Cuzy figurent : 
- Jean-Paul Racouchot, homme politique né le 18 février 1816 à Cuzy (Saône-et-Loire) et décédé le 24 décembre 1892 à Issy-l'Évêque (Saône-et-Loire) ;
- Roger Bœufgras (dit Roger Denux), écrivain français né en 1899 et mort le 16 août 1992 à Montceau-les-Mines, qui fut durant sept ans instituteur à Cuzy (dans son roman d'inspiration autobiographique « Le Magister » (1934), il raconte l'installation d'un jeune instituteur dans un village du Morvan : malgré la transposition des dates et des noms, le lecteur avisé reconnaitra aisément Cuzy, ses hameaux et ses habitants).

### Divers
- La variété de pomme reinette de Cuzy est nommée d'après la commune. Elle aurait été trouvée au hameau des Chapuis[20].
- Fête patronale : 24 août.

### Héraldique
| Blason de Cuzy | Blason  | Tiercé en pairle renversé : au 1er d'azur à un châtaignier d'or, au 2e d'argent à trois pommes de gueules tigées et feuillées d'une pièce de sinople, au 3e de sinople à un bœuf arrêté d'argent.        |
| Blason de Cuzy | Détails | Le châtaignier représente celui de la commune, le plus gros de Bourgogne. Les pommes sont pour la variété locale, la « reinette de Cuzy ». Enfin, le bœuf est de race charolaise. Adopté le 9 juin 2022. |